# Megil d'Esparta
Megil (en llatí Megillus, en grec antic Μέγιλλος) fou un polític espartà, un dels tres comissionats per ratificar la curta treva amb Tisafernes en nom d'Agesilau II, que havia creuat a Àsia l'any 396 aC.
El nom correcte segons Xenofont era Megiali (Megialios) o Megial (Megialos). Un dels interlocutors de Les Lleis de Plató és Megil, un espartà.